# Fabbriche di Vallico
Fabbriche di Vallico foi uma comuna italiana da região da Toscana, província de Lucca, com cerca de 526 habitantes. Estende-se por uma área de 15 km², tendo uma densidade populacional de 35 hab/km². Faz fronteira com Borgo a Mozzano, Gallicano, Pescaglia, Vergemoli.
Em 1 de janeiro de 2014 Fabbriche di Vallico uniu-se à comuna de Vergemoli, criando uma nova entidade administrativa denominada Fabbriche di Vergemoli.

## Demografia
| Variação demográfica do município entre 1861 e 2011                               |
|                                                                                   |
| Fonte: Istituto Nazionale di Statistica (ISTAT) - Elaboração gráfica da Wikipedia |